# Uierzalf

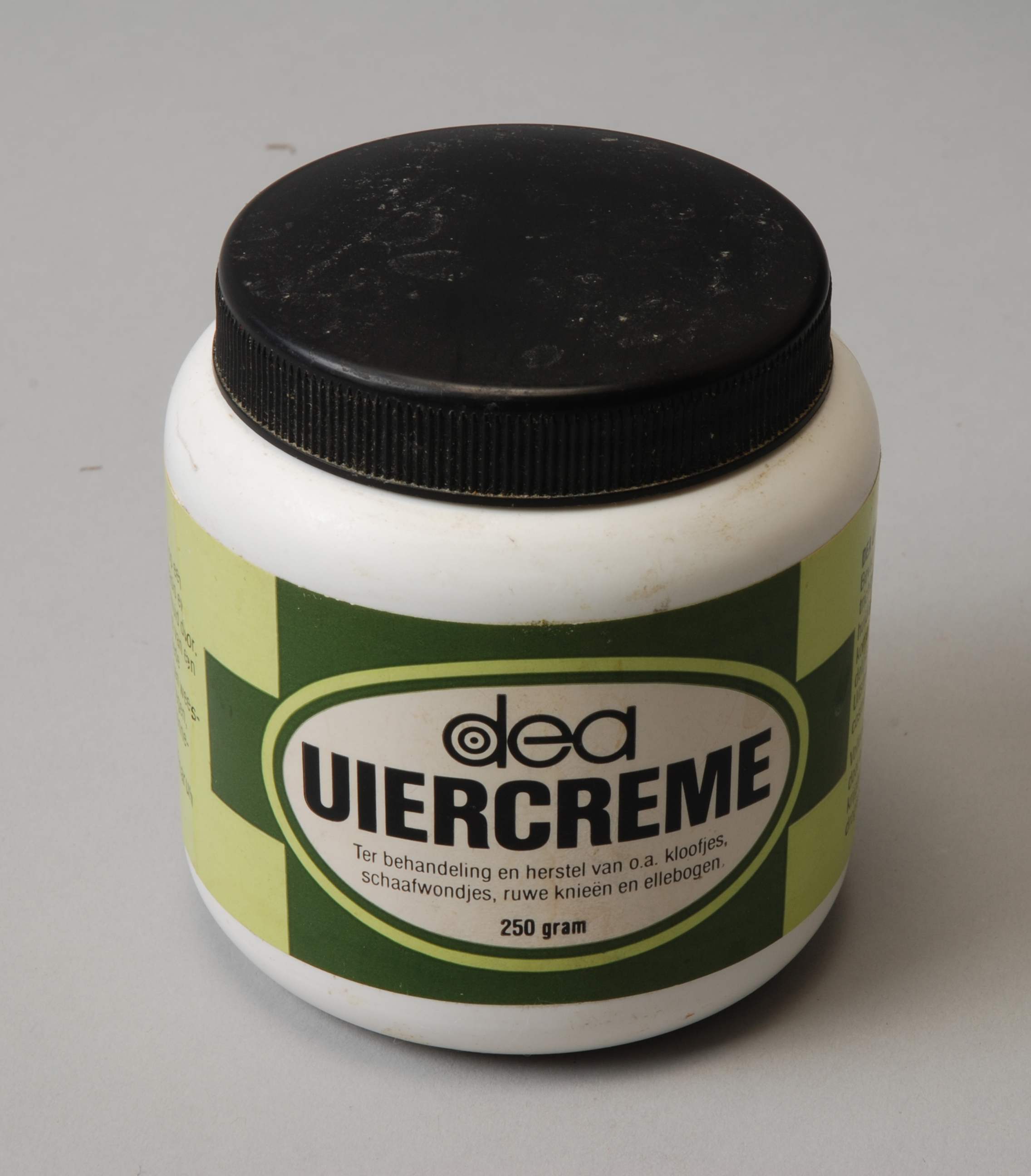
Uiercrème

Uierzalf is een vochtbestendige vaseline-achtige zalf. Het middel heeft geen vaste receptuur; de samenstelling verschilt van leverancier tot leverancier. De zalf kan bijvoorbeeld een mengsel zijn van vaseline en lanoline met daaraan toegevoegd een bacteriedodend en schimmelwerend ingredient, zoals triclosan. Uierzalf heeft een verzorgende, verzachtende en ontsmettende werking. De zalf kan op de huid worden toegepast voor bescherming tegen weersinvloeden en ter bestrijding van een ruwe huid. Naast de traditionele zalf is er een minder vettige variant, uiercrème. 
Uierzalf is van oorsprong bedoeld om uiers en spenen van melkkoeien in goede conditie te houden. De zalf wordt echter ook veel gebruikt bij ongemakken van de menselijke huid. Zo wordt ze toegepast door wielrenners om huidproblemen op plaatsen waar de kleding sterk langs de huid schuurt te voorkomen.
In Duitsland is het vooral bekend als anti-aangroeimiddel voor motorboten en zeiljachten.
In het Duits/Zwitsers spreekt men van 'Melkfett' en in het Frans van 'graisse à traire', wat hetzelfde betekent. 